# Шунка
Шунка је усољен и димљен свињски бут. Полутрајно је сушено свињско месо које може  имати трајност од неколико мјесеци. Познато је неколико стотина различитих врста. Највећи дио процеса производње је мање или више исти: сољење, сушење, димљење и дозревање.

## Историја
Чување свињског бута као шунке има дугу историју, а Катон Старији је писао о „сољењу шунке“ у својој књизи De Agri Cultura око 160. године пре нове ере.
Постоје тврдње да су Кинези први помињали производњу пршута. Larousse Gastronomique тврди да потиче из Галије. Познато је да је био широко заступљен у римском периоду, о чему сведочи увозна трговина из Галије коју помиње Марко Теренције Варон у својим списима.
Модерна енглеска реч „ham” потиче од староенглеске речи ham или hom што значи шупљина или прегиб колена, из германске основе где је значила „криво”. Реч је почела да се односи на комад свињског меса добијеног од задњег бута свиње око 15. века.
Због процеса конзервирања, шунка је сложена намирница или састојак, која се састоји од оригиналног меса, као и остатака конзерванса, као што је со.

## Методи
Шунка се производи прерадом сировог свињског меса сољењем, такође познатом као суво сушење, или саламурење, такође познато као мокро сушење. Поред тога, може се користити димљење и додавање зачина.

### Сува прерада
Традиционалне шунке могу користити једино со као средство за конзервирање, као што су шунке Сан Даниеле или Парма, иако је то релативно ретко. Овај процес укључује чишћење сировог меса, прекривање сољу док се постепено притиска и одводи сва крв. Одређено биље и зачини могу се користити за додавање укуса током овог корака. Шунке се затим оперу и окаче на тамном месту са регулисаном температуром док се не осуше. Затим се окачи на ваздух на још један временски период.
Трајање процеса сушења варира у зависности од врсте шунке, на пример шунки Ђинхуа, потребно је отприлике 8 до 10 месеци да се припреми, Серано шунка се суши за 9-12 месеци, Парма шунци је потребно више од 12 месеци, и иберијској шунки може бити потребно до 2 године да достигне жељене карактеристике укуса.
Већина модерних сувих пршута такође користи нитрите (било натријум нитрит или калијум нитрит), који се додају заједно са сољу. Нитрити се користе, јер спречавају раст бактерија, и у реакцији са миоглобином меса дају производу жељену тамноцрвену боју. Употребљена количина и мешавина соли и нитрита утиче на скупљање меса. Због токсичности нитрита (смртоносна доза нитрита за људе је око 22  по  телесне тежине), у неким областима је наведен максимално дозвољен садржај нитрита у финалном производу. Под одређеним условима, посебно током кувања, нитрити у месу могу да реагују са продуктима разградње аминокиселина, формирајући нитрозамине, који су познати карциногени.
Сушење шунке укључује низ ензимских реакција. Ензими укључени су протеиназе (катепсини – Б, Д, Х & Л и калпаини) и егзопептидазе (пептидаза и аминопептидаза). Ови ензими изазивају [proteolysis[|протеолизу]] мишићног ткива, која ствара велики број малих пептида и слободних аминокиселина, док масно ткиво пролази кроз липолизу да би се створиле слободне масне киселине. Со и фосфати делују као јаки инхибитори протеолитичке активности. Фактори животиња који утичу на активност ензима укључују старост, тежину и расу. Током самог процеса, услови као што су температура, трајање, садржај воде, редокс потенцијал и садржај соли имају утицај на месо.
Садржај соли у сушеној шунки варира у датом комаду меса, са градијентима који се могу утврдити узорковањем и тестирањем или неинвазивним путем ЦТ скенирањем.
Сува шунка се обично једе без кувања.

### Влажна прерада
Влажно сушене шунке се саламуре, што укључује потапање меса у саламуру, понекад са додавањем других састојака као што је шећер за укус. Месо се обично држи у саламури око 3 до 14 дана. Мокро очвршћавање такође утиче на повећање запремине и тежине готовог производа, за око 4%.
Процес влажног сушења се такође може остварити упумпавањем раствора за сушење у месо. Ово може бити брже, повећати тежину готовог производа више од потапања и обезбедити равномернију дистрибуцију соли кроз месо. Овај процес је бржи од традиционалног саламурења, обично се завршава за неколико дана.
Влажно сушена шунка се обично кува, или током прераде, или након одлежавања.
Италијанска верзија куване, влажно сушене шунке назива се пршута кото, као и сличне шунке направљене ван Италије. Прво се саламури, затим кува у посуди и на крају површински пастеризује. Италијански прописи дозвољавају да садржи со, нитрите, шећер, декстрозу, фруктозу, лактозу, малтодекстрин, млечне протеине, сојине протеине, природне или модификоване скробове, зачине, желатин и ароме.

### Димљење
Шунка се такође може додатно конзервисати димљењем, у коме се месо ставља у пушницу (или еквивалентну направу) да се осуши дејством дима.
Главна једињења укуса димљене шунке су гвајакол и његови 4-, 5- и 6-метил деривати, као и 2,6-диметилфенол. Ова једињења се производе сагоревањем лигнина, главног састојка дрвета који се користи у пушници.